# Lyonsiellidae
De Lyonsiellidae is een familie van tweekleppigen uit de orde Anomalodesmata.

## Geslachten
- Allogramma Dall, 1903
- Dallicordia Scarlato & Starobogatov, 1983
- Lyonsiella G.O. Sars, 1872
- Policordia Dall, Bartsch & Rehder, 1938